# Сальское (Калининградская область)
Сальское (нем. Sankt Lorenz - святого Лаврентия) — посёлок в Зеленоградском районе Калининградской области. Входит в состав Ковровского сельского поселения.

## Население
| 2002 | 2010 |
| ---- | ---- |
| 186  | ↘157 |

## История
В 1450 году архитектором Клаусом Галлем была построена кирха, посвященная Святому Лаврентию. Поселение получило название Sankt Lorenz.
В 1910 году в Санкт Лоренце проживали 239 человек.
В 1946 году Санкт Лоренц был переименован в поселок Сальское.

## Достопримечательности
- Кирха Санкт-Лоренц XIV века (в руинах).